# Loveresse
Loveresse est une commune suisse du canton de Berne, située dans l'arrondissement administratif du Jura bernois.

## Histoire
De 1797 à 1815, Loveresse a fait partie de la France, au sein du département du Mont-Terrible, puis, à partir de 1800, du département du Haut-Rhin, auquel le département du Mont-Terrible fut rattaché. Par décision du congrès de Vienne, le territoire de l’ancien évêché de Bâle fut attribué au canton de Berne, en 1815.

## Personnalités
- Lieu de naissance du clown Grock (1880-1959)

## Transports
- Sur la ligne ferroviaire Moutier - Sonceboz, gare de Reconvilier (1.5 km)
- Autoroute A16 sortie 16 (Loveresse)

## Économie
- Usine de béton du groupe français Vicat
- Usine Boillat Décolletage SA
- Menuiserie J-P Marchand